# Turunowka
Turunowka (ros. Туруновка) – wieś (sieło) w Rosji, w obwodzie nowosybirskim, w rejonie wiengierowskim. W 2010 liczyła 410 mieszkańców.